# 41式81ミリ迫撃砲
41式81ミリ迫撃砲(41式81毫米迫擊砲)とは中華民国国軍が使用する迫撃砲である。
31式60ミリ迫撃砲の発展型として1953年（民国42年）から61兵工廠でアメリカ合衆国の81mm迫撃砲M1の模倣品として生産が開始された。
改良型の44式81ミリ迫撃砲（44式81公釐迫擊炮）が1955年（民国44年）から生産開始され500門が作られ、1956年（民国45年）に560門がさらに生産された。